# Agustín Abarca
Agustín Abarca (* 27. Dezember 1882 in Talca; † 28. Mai 1953 in Santiago de Chile) war ein chilenischer Maler.
Abarca besuchte das Liceo de Hombres und das Instituto Comercial in Talca, bevor er durch seinen ersten Lehrer Pablo Burchard zur Malerei kam. In Santiago war er von 1904 bis 1907 Schüler von Pedro Lira und Alberto Valenzuela Llanos an der Kunstakademie der Universidad Católica. Von 1909 bis 1912 studierte er an der Academia de Bellas Artes bei Fernando Álvarez de Sotomayor.
Ab 1916 war Abarca Inspektor der Escuela Normal in Victoria. Nach seiner Rückkehr nach Santiago widmete er sich vorrangig der Malerei. 1940 erhielt er in öffentlichem Wettbewerb den Lehrstuhl für Malerei und Zeichnen an der Escuela de Bellas Artes in Viña del Mar, wo er ein Jahr lang unterrichtete.
Abarca wird zur Gruppe der Maler der Generación del Trece um seinen Lehrer Sotomayor gezählt. Freundschaftliche Beziehungen verband ihn insbesondere mit Jorge Letelier, Pedro Luna und Pablo Burchard, zudem zählten zu seinem Kreis die Dichter Gabriela Mistral, Omar Cáceres und Jorge González Bastías und der Komponist Remigio Acevedo. Für seine Malerei wurde er vielfach ausgezeichnet, mehrere seiner Werke befinden sich im Besitz des Museo Nacional de Bellas Artes, der Pinakothek der Universidad de Concepción und des Museo de Arte Contemporáneo der Universidad de Chile.

## Werke

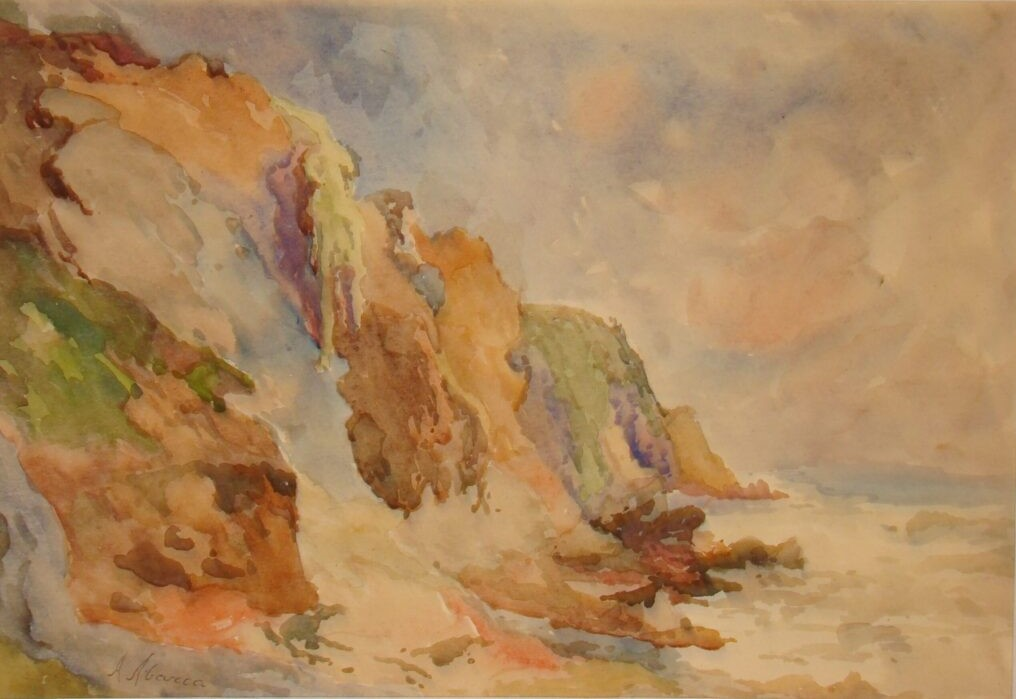
Acantilado, Aquarell auf Papier

- El Solitario
- Mañana de Sol en Cartagena
- Interior de Bosque
- Paisaje
- El Río Quino
- Aguamanil y Flores
- Lingues
- Árbol y Río
- Desde El San Cristóbal
- La Abuela Descansa
- Pataguas
- Talagante
- Olivos de la Chacra Valparaíso
- Árboles del Paisaje
- Paisaje II
- Estudio de Paisaje
- Convalescencia